# 劉弘緒
劉弘緒（1605年—1642年），字公延，山東兗州府滕縣人，明末政治人物。

## 生平
崇禎六年（1633年）癸酉科山東鄉試第八名舉人，七年（1634年）中式甲戌科會試第三百名，三甲第三十四名進士。工部觀政，授河南洛陽縣知縣，十三年（1640年）升兵部車駕司主事，同年升武庫司員外郎，升車駕司郎中，十四年（1641年）京察，十五年（1642年）清軍圍攻臨清州，劉弘緒死於兵亂。

## 家族
曾祖劉佑；祖父劉文儒，儒官；父劉橘，壽官。